# Economía de Sumeria
La base principal de la economía de sumeria era la agricultura, con un fuerte desarrollo del regadío. El ciclo agrícola comenzaba en mayo, cuando se abrían las compuertas de los canales para inundar los campos. La infraestructura hidráulica, muy desarrollada, era vital para su funcionamiento. Al alcanzar un cierto grado de complejidad, se hace vital también el desarrollo del comercio, ya que ciertas materias debían traerse de otras regiones. Sus redes comerciales se extendieron a lugares como Omán, Arabia, Anatolia, el valle del río Indo y la meseta iraní. Los sumerios podían utilizar plata, cebada o ganado como moneda

## Comercio y recursos
Los sumerios importaron  de regiones lejanas materiales como metales, madera y lana. Incienso y otros productos exóticos procedían de Arabia. EL cobre y algunas piedras pudieron ser traídos de Omán.  Algunas resinas, como el olíbano y la mirra eran apreciadas por su uso ritual y sus aplicaciones médicas..  El cedro procedía del Líbano. Hubo también un comercio textil importante con le valle del Indo.Muchos otros productos y materias primas procedían de una amplia porción de Asia. El comercio agrícola se desarrolló con Anatolia e Irán. Incluían ovejas, porcino y bovino, así como cereales.

## Propiedad
La mayoría de las tablillas Sumerias anteriores al reinado de Sargón se refieren a la logística del templo, pero muchas reflejan operaciones de compraventa privada de. Una tablilla encontrada en Lagash documenta la venta de tierras al rey, Lo que implica que el rey no podía confiscar propiedades. Otras tablillas indican que incluso los ciudadanos más pobres poseían estaques de peces, jardines y casas. Los nobles poseían grandes propiedades, con frecuencia compradas a los más pobres. Probablemente los templos dominaba la tierra y la economía. Tenían tierras que no podían comprarse ni venderse. Había tres tipos de propiedad del templo. La propiedad de Nigenna era propiedad reservada para el mantenimiento del templo. La tierra de Kurra era tierra dedicada a las personas que trabajaban para el templo. La tierra de Urulal era tierra entregada a otros a cambio de otras tierras.

## Moneda y deuda
La cebada y la plata se utilizaban para el intercambio de mercancías, por lo general con una tasa de cambio fija. La plata también se utilizó como medio de pago. Anatolia era probablemente el mayor proveedor de plata de Sumeria. Es posible que el ganado también haya sido usado como moneda y que se pagasen intereses a través del ganado que diera a luz. 
La deuda también era un aspecto importante del comercio. Sumeria desarrolló el sistema de deuda más antiguo conocido hasta hoy. Por ese sistema, los campesinos se endeudaban para conseguir su libertad y la de sus hijos. Muchas transacciones implicaban deudas. La deuda podría pagarse en cebada o plata. Los préstamos rurales surgirían como resultado de obligaciones impagas con una institución. Ocasionalmente, los líderes cancelaban toda la deuda rural para garantizar que los campesinos no se rebelaran. La palabra interés en el idioma sumerio es puré, que también es la palabra terneros, lo que sugiere que el interés se satisfacía por vía de la reproducción del ganado.  